# Kafina
Kafina est une commune rurale située dans le département de Loumana de la province de la Léraba dans la région des Cascades au Burkina Faso.

## Histoire
Le village de Kafina, faisant initialement partie du département de Niankorodougou, est intégré administrativement au sein du département de Loumana vers 2006.

## Éducation et santé
Kafina accueille un centre de santé et de promotion sociale (CSPS) tandis que le centre médical avec antenne chirurgicale (CMA) est à Sindou et que le centre hospitalier régional (CHR) se trouve à Banfora.
Le village possède une école primaire publique ainsi qu'un collège d'enseignement général (CEG).